# Kościół Niepokalanego Poczęcia Najświętszej Maryi Panny w Grotnikach
Kościół Niepokalanego Poczęcia Najświętszej Maryi Panny w Grotnikach – rzymskokatolicki kościół parafialny położony w Grotnikach (gmina Zgierz, województwo łódzkie).

## Historia

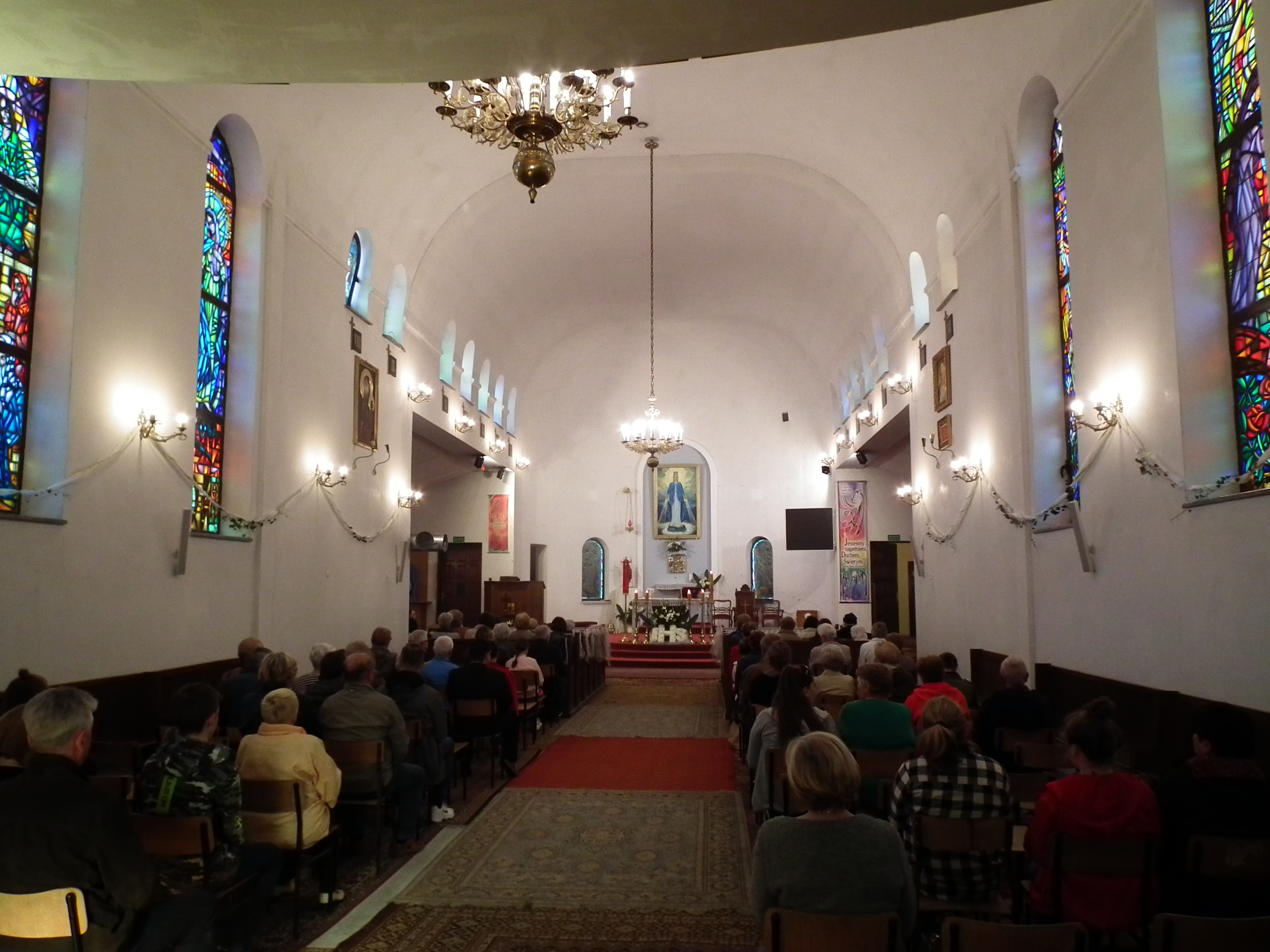
Wnętrze

Świątynię wzniesiono w latach 1933-1938, a poświęcono 10 lipca 1933 (biskup Wincenty Tymieniecki). Fundatorami obiektu była rodzina Jungowskich. Do 1939 pełnił rolę świątyni filialnej dla parafii św. Katarzyny w Zgierzu. Ojcowie oblaci, którzy pełnili tu posługę duszpasterską odnowili kościół w latach 1946-1951. Parafię we wsi erygowano 23 września 1951. Aktu tego dokonał biskup Michał Klepacz. Proboszczami są tutaj księża oblaci z Polskiej Prowincji Misjonarzy Oblatów. W 1974 posadowiono nowe tabernakulum. W latach 1980–1983 zamontowano witraże (tematyka różańcowa i wyobrażenie św. Eugeniusza de Mazenoda). W 1985 zmieniono aranżację prezbiterium. W 1991 zbudowano dwie zakrystie i kaplicę przedpogrzebową. W 1998 zbudowano letnią kaplicę (tzw. Grotę) dla licznie tu przebywających letników. W 2003 kościół znacząco rozbudowano według projektu Wojciecha Wycichowskiego i Witolda Pietrasa. W 2005 odprawiono pierwszą Pasterkę po rozbudowie. W trakcie tych prac wzniesiono też dzwonnicę (2004). 

## Wyposażenie
W ołtarzach znajdują się figury: Matki Bożej Fatimskiej, św. Ojca Pio i św. Eugeniusza de Mazenoda. W posiadaniu parafii są relikwiarze z relikwiami św. Eugeniusza de Mazenoda.